# ديفيد سالازار (لاعب كرة قدم)
ديفيد سالازار (بالإسبانية: David Salazar)‏ هو لاعب كرة قدم مكسيكي، ولد في 5 أغسطس 1991.